# Станилешти (Васлуј)
Станилешти (рум. Stănileşti) насеље је у Румунији у округу Васлуј у општини Станилешти. Oпштина се налази на надморској висини од 47 m.

## Становништво
Према подацима из 2002. године у насељу је живело 5882 становника, од којих су сви румунске националности.

### Хронологија
| Година       | 1992 | 1993 | 1994 | 1995 | 1996 | 1997 | 1998 | 1999 | 2000 | 2001 | 2002 | 2003 | 2004 | 2005 | 2006 | 2007 | 2008 | 2009 | 2010 | 2011 | 2012 | 2013 | 2014 | 2015 | 2016 | 2017 |
| ------------ | ---- | ---- | ---- | ---- | ---- | ---- | ---- | ---- | ---- | ---- | ---- | ---- | ---- | ---- | ---- | ---- | ---- | ---- | ---- | ---- | ---- | ---- | ---- | ---- | ---- | ---- |
| Становништво | 6002 | 6023 | 6058 | 6082 | 6166 | 6138 | 6073 | 6134 | 6154 | 6170 | 6132 | 6104 | 6050 | 6016 | 5968 | 5933 | 5891 | 5827 | 5791 | 5765 | 5757 | 5688 | 5631 | 5594 | 5516 | 5470 |